# Ral·li del Brasil
El Ral·li del Brasil va ser una prova de ral·li del Campionat Mundial de Ral·lis celebrada a Brasil, a l'Amèrica del Sud. Tan sols es va disputar en dues ocasions, els anys 1981 i 1982, tenint com a base la ciutat de Sao Paulo.
Degut a la inclusió del Ral·li de l'Argentina al Mundial de 1980, la Federació Internacional d'Automobilisme va decidir crear una petita gira per l'Amèrica del Sud creant el Ral·li del Brasil, el qual solament puntuava pel campionat de pilots. Malauradament les inscripcions eren escasses i el ral·li es va deixar de disputar.

## Palmarès
| Any  | Pilot          | Copilot        | Vehicle            |
| ---- | -------------- | -------------- | ------------------ |
| 1981 | Ari Vatanen    | David Richards | Ford Escort RS1800 |
| 1982 | Michele Mouton | Fabrizia Pons  | Audi Quattro       |